# 裏腹
| ウィキペディアには「裏腹」という見出しの百科事典記事はありません（タイトルに「裏腹」を含むページの一覧/「裏腹」で始まるページの一覧）。 代わりにウィクショナリーのページ「裏腹」が役に立つかもしれません。 |